# Kemnat (Burtenbach)
Kemnat ist ein Ortsteil in der Gemeinde Burtenbach im schwäbischen Landkreis Günzburg.

## Lage
Das Dorf liegt an einem Osthang im Mindeltal, über den sich die Katholische St.-Georgs-Kirche erhebt. Es wird von den Kreisstraßen GZ 1 und GZ 25 durchquert.

## Geschichte
Der Ort wurde als „Cheminata“ im Jahr 1184 nachweislich erstmals beurkundet. Der Name bezieht sich auf Kemenate, einen beheizten Wohnraum. Die Flurbezeichnung „Burgberg“ am Nordrand von Kemnat gibt Anlass zur Annahme, dass sich dort einmal eine Burg befand.
Im 12. Jahrhundert herrschten die Adeligen von Haunsperg über Kemnat. Die Grundherrschaft ging anschließend auf das unweit liegende Kloster Ursberg über. Dieses Kloster verkaufte im Jahr 1471 Kemnat für 2123 Gulden an Franz Ridler, einem Augsburger Kaufmann. Dieser verkaufte es ein Jahr später für 3350 Gulden an das Kloster Wettenhausen. Um 1720 zählte der Ort 83 Anwesen.
Nach dem Zweiten Weltkrieg war Kemnat von französischen Truppen besetzt. Diese erschossen einen Müller und brannten die Ziegelei und fünf Anwesen nieder.
Am 1. Mai 1978 wurde die bis dahin selbständige Gemeinde im Rahmen der Gemeindegebietsreform
nach Burtenbach eingegliedert.

## Bauwerke
In Kemnat befindet sich die 1233 geweihte St.-Georgs-Kirche, die den Ort überragt.